# Чернильщиково
Черни́льщиково (рос. Чернильщиково) — присілок у складі Сєверського міського округу Томської області, Росія.
Стара назва — Чернильщикова.

## Населення
Населення — 2 особи (2010; 3 у 2002).
Національний склад (станом на 2002 рік):
- росіяни — 100 %